# 泰馬縣 (愛阿華州)
泰馬县（英語：Tama County）是美國愛荷華州的一個縣。面積1,871平方公里。根據美國2000年人口普查，共有人口18,103人。縣治托萊多（Toledo）。
成立於1843年2月17日，縣政府成立於1853年7月4日。縣名是一位福克斯族酋長的名字，意思是「驚雷」。